# Euthales
Euthales là một chi bướm đêm thuộc họ Noctuidae.